# Alyssum cuneifolium
Espèce
Classification phylogénétique
Alyssum cuneifolium, ou alysson à feuilles en coin, est une espèce de plante psammophyte de la famille des Brassicaceae. Cette espèce est menacée et protégée en France. 

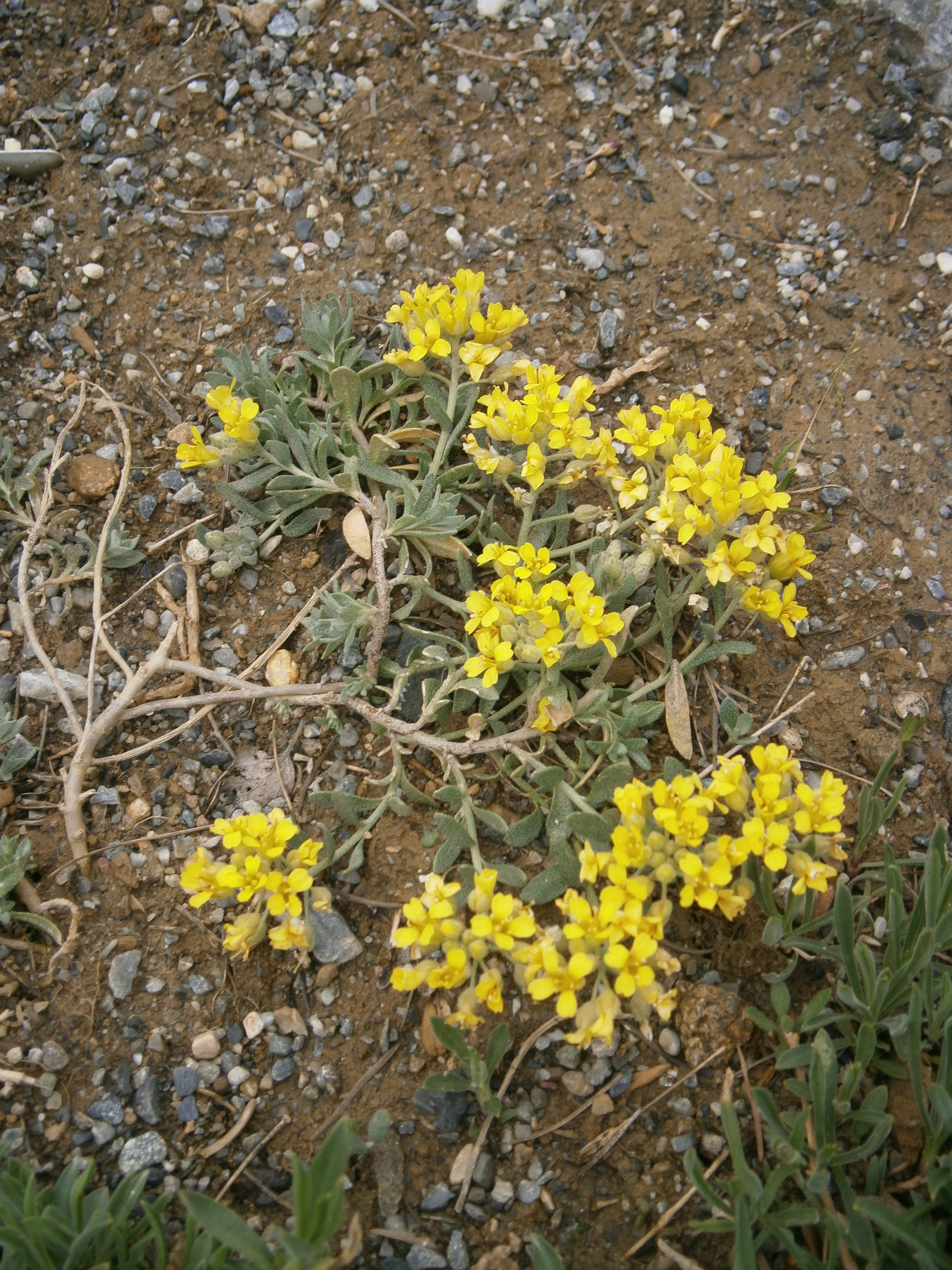
Alyssum cuneifolium.

## Répartition
Sa description au début du XIXe siècle par Michele Tenore concernait la région de Naples, en Italie.
Alyssum cuneifolium est présente en zone de montagne, dans les Apennins (Italie), dans les Alpes et dans les Pyrénées (France).
Présente notamment en région Occitanie, on peut la trouver par exemple dans la vallée de la Carança, dans les Pyrénées-Orientales.